# Aphelandra speciosa
Aphelandra speciosa är en akantusväxtart som beskrevs av T.S. Brandegee. Aphelandra speciosa ingår i släktet Aphelandra och familjen akantusväxter. Inga underarter finns listade i Catalogue of Life.